# Greene County (Mississippi)
 Der er flere lokaliteter med dette navn, se Greene County.
Greene County er et county i den amerikanske delstat Mississippi. Det samlede areal er 1 861 km², hvoraf 1 846 km² er land.
Administrations hovedstaden er Leakesville.
31°13′N 88°38′V / 31.22°N 88.64°V